# جو ساکیک
جو ساکیک (انگلیسی: Joe Sakic؛ زادهٔ ۷ ژوئیهٔ ۱۹۶۹) بازیکن هاکی روی یخ اهل کانادا است.
وی همچنین برندهٔ جوایزی همچون تالار افتخارات هاکی و جام استنلی شده‌است.